# Zatansteins Bande
Zatansteins Bande er en stumfilm fra 1915; instruktør ubekendt.
Valdemar Møller spiller Zatanstein, Peter S. Andersen og Emilie Sannom er advokat Irwing og hustru, mens Anna Müller spiller en apachepige og Charles Løwaas spiller en forbryder.
Filmen havde premiere i Victoria-Teatret.